# 小川町 (福島県)
小川町（おがわまち）は、福島県石城郡にかつて存在した町。

## 地理
福島県南東部（浜通り南部）に存在した町である。夏井川流域に位置し、北部は二ッ箭山や猫鳴山をはじめとした山地、小川郷駅周辺以南は平野と丘陵からなり、住宅地や田園風景が広がっていた。農業は特に稲作・果樹園が盛んであった。また、町の中央部を流れる夏井川に沿って国鉄磐越東線が通り、江田駅と小川郷駅が町内に位置した。
現在の地名では、いわき市小川町上平、小川町上小川、小川町下小川、小川町塩田、小川町柴原、小川町関場、小川町高萩、小川町西小川、小川町福岡、小川町三島に相当する。
- 山：二ッ箭山、猫鳴山、屹兎屋山、水石山
- 河川：夏井川、江田川、小玉川

## 歴史
- 1889年（明治22年） 上小川村と福岡村が合併し上小川村が発足。柴原村、上平村、下小川村、関場村が合併し下小川村が発足。赤井村、西小川村、三島村、高萩村、塩田村が合併し赤井村が発足。
- 1955年（昭和30年） 上小川村、下小川村と赤井村の大部分（大字赤井以外）が合併。町制施行し小川町となる。
- 1966年（昭和41年） 磐城市・内郷市・常磐市・平市・勿来市・遠野町・久之浜町・四倉町・大久村・川前村・田人村・三和村・好間村との合併によりいわき市が誕生。

## 交通
鉄道
- 日本国有鉄道磐越東線：小川郷駅 - 江田駅

## 観光
- 背戸峨廊
- いわき市立草野心平記念文学館

## 著名な出身者
- 草野心平
- 櫛田民蔵
- 国府田敬三郎